# Venezillo truncorum
Venezillo truncorum är en kräftdjursart som först beskrevs av Gustav Budde-Lund 1893.  Venezillo truncorum ingår i släktet Venezillo och familjen Armadillidae. Inga underarter finns listade i Catalogue of Life.